# Václav Clemens Žebrácký
Václav Clemens Žebrácký či Václav Clemens z Libé Hory (asi 1589 Žebrák – 1636 Anglie) byl český učenec, humanista, pedagog, diplomat, básník a spisovatel povýšený do šlechtického stavu. Byl absolventem Univerzity Karlovy, sympatizoval s českým stavovským povstáním a po jeho porážce se rozhodl k emigraci z Čech. Následně působil v exilu v několika zemích, postupně žil v Německu, Polsku, Nizozemí, Švédsku a Anglii, kde nakonec zemřel. Je připomínán především jako autor řady latinských, především oslavných, básní.

## Životopis

### Mládí a pedagogická praxe
Soudě dle jeho přídomku se narodil ve středočeském Žebráku v rodině zdejšího varhaníka, byl protestantem. Získal dobré vzdělání a začal působit jako preceptor (vychovatel) v několika šlechtických rodinách (mj. Smiřičtí). Poté působil jako učitel několika církevních škol, mj. v Příbrami, Klatovech, přibližně od roku 1615 pak v Praze. Již od svých studentských let se zabýval tvorbou latinské poezie. Roku 1612 se stal bakalářem na Univerzitě Karlově v Praze, roku 1616 pak získal univerzitní titul mistra a byl ustanoven rektorem na městských školách v Rokycanech.

### Stavovské povstání a emigrace
Aktivně se zapojil do českého stavovského povstání v letech 1618–1620, které odmítlo vládu císaře Ferdinanda II. a zvolilo nového krále, Fridricha Falckého. K uvítání krále Fridricha sepsal v latině i češtině oslavnou báseň, kterou novému českému králi věnoval. Po porážce povstání a začátku rekatolizace odešel okolo roku 1621 do emigrace. Nejprve se usadil v německých městech Drážďany, Lipsko, Norimberk či Erfurt. Poté odešel do Gdaňsku, po několika letech se pak přesunul do nizozemského Leidenu, kde posléze publikoval několik svých básní. Listem z 10. dubna 1630 se stal dědicem šlechtického přídomku Jana Černovického a nadále se pak psal z Libé Hory (latinsky a Lybeo Monte).
Poté přesídlil do Nizozemí, a posléze do Švédska, kde byl kancléřem Axelem Oxenstiernou angažován jako vyslanec a diplomat švédského království. V této funkci se pak dostal do Anglie, kde žil a nadále tvořil.

### Úmrtí
Zemřel roku 1636 v Anglii.

## Dílo (výběr)
V jeho tvorbě se objevují především básně s historickými a politickými náměty
- Smiricias (Smiřičtí, 1615) – oslavná báseň o osudech východočeského rodu Smiřických ze Smiřic
- Lessus lugubris urbis Klattowiae (1615 v Praze), elegie nad požáry v Klatovech roku 1579 a 1615
- Antiqua Praga  (1616 v Praze)
- Idea unionis harmonicae seu Duarum nobilissimarum encyclopaediae gemmarum, musicae et poeticae, brevis adumbratio  (1617 v Praze) – universitní disputace zabývající se hudební teorií
- Vox in Rama audita est (1617 v Praze) – oslavná báseň na nově zvoleného krále Fridicha Falckého
- Gedanum seu Dantiscum – oslavná báseň na vlídné přijetí v Gdaňsku

- Gustavidos lib. IX. – oslavná báseň na švédského krále Gustava II. Adolfa

- Trinobantidos augustae seu Londini lib. VI.